# Empirická distribuční funkce
Empirická distribuční funkce (obvykle označovaná eCDF podle anglického empirical Cumulative Distribution Function) je ve statistice distribuční funkce vytvořená na základě empirické míry určené hodnotami určitého znaku z výběrového souboru. Tato distribuční funkce je schodovitá funkce tvořená skoky velikosti 1/n v každém z n datových bodů. Její hodnota v každém bodě je zlomek, jehož čitatelem je počet pozorování, v nichž je měřená proměnná menší nebo rovna zadané hodnotě, a jmenovatelem je rozsah souboru, N.
Empirická distribuční funkce je odhadem distribuční funkce, která generuje datové body. Podle Glivenkovy–Cantelliho věty konverguje k tomuto podkladovému rozdělení s pravděpodobností 1. Rychlost konvergence empirické distribuční funkce k podkladové distribuční funkci popisují různé matematické věty.

## Definice
Nechť (X1, …, Xn) jsou nezávislé stejně rozdělené náhodné veličiny reálné náhodné proměnné se stejnou distribuční funkcí F(t). Empirická distribuční funkce je pak definována vzorcem
{\displaystyle {\widehat {F}}_{n}(t)={\frac {n_{t}}{n}}={\frac {1}{n}}\sum _{i=1}^{n}\chi _{X_{i}\leq t},}
kde {\displaystyle n_{t}} je počet prvků, které mají hodnotu zvoleného znaku menší nebo rovnou {\displaystyle t}, {\displaystyle \chi _{A}} je charakteristická funkce události A. Pro pevné t je indikátor {\displaystyle \chi _{X_{i}\leq t}} náhodná proměnná s Bernoulliho rozdělením s parametrem p = F(t); tedy {\displaystyle n{\widehat {F}}_{n}(t)} je binomická náhodná proměnná se střední hodnotou nF(t) a rozptylem nF(t)(1 − F(t)). Z toho plyne, že {\displaystyle {\widehat {F}}_{n}(t)} je nevychýlený odhad funkce F(t).
Někteří autoři používají v čitateli zlomku hodnotu {\displaystyle n+1}:
{\displaystyle {\widehat {F}}_{n}(t)={\frac {1}{n+1}}\sum _{i=1}^{n}\chi _{X_{i}\leq t}}

## Střední hodnota
Střední hodnota empirického rozdělení je nestranný odhad střední hodnoty rozdělení populace
{\displaystyle E_{n}(X)={\frac {1}{n}}\left(\sum _{i=1}^{n}{x_{i}}\right)}
která se častěji označuje {\displaystyle {\bar {x}}.}

## Rozptyl
Rozptyl empirického rozdělení znásobený {\displaystyle {\tfrac {n}{n-1}}} je nestranný odhad rozptylu rozdělení populace
{\displaystyle {\begin{aligned}\operatorname {Var} (X)&=\operatorname {E} \left[(X-\operatorname {E} [X])^{2}\right]\\[4pt]&=\operatorname {E} \left[(X-{\bar {x}})^{2}\right]\\[4pt]&={\frac {1}{n}}\left(\sum _{i=1}^{n}{(x_{i}-{\bar {x}})^{2}}\right)\end{aligned}}}

## Střední kvadratická chyba
Střední kvadratická chyba empirického rozdělení je
{\displaystyle {\begin{aligned}\operatorname {MSE} &={\frac {1}{n}}\sum _{i=1}^{n}(Y_{i}-{\hat {Y_{i}}})^{2}\\[4pt]&=\operatorname {Var} _{\hat {\theta }}({\hat {\theta }})+\operatorname {Bias} ({\hat {\theta }},\theta )^{2}\end{aligned}}}
kde {\displaystyle {\hat {\theta }}} je odhad a {\displaystyle \theta } neznámý parametr

## Kvantily
Pokud {\displaystyle nq} není celé číslo, pak {\displaystyle q}-tý kvantil je jednoznačný a jen roven {\displaystyle x_{(\lceil {nq}\rceil )}}
kde {\displaystyle \lceil {a}\rceil } je horní celá část čísla {\displaystyle a} (nejmenší celé číslo větší nebo rovné {\displaystyle a}).
Pokud {\displaystyle nq} je celé číslo, pak {\displaystyle q}-tý kvantil není jednoznačný a jeho hodnota může být jakékoli reálné číslo {\displaystyle x} vyhovující nerovnosti
{\displaystyle x_{({nq})}<x<x_{({nq+1})}}

## Empirický medián
Pokud {\displaystyle n} je liché, pak empirický medián je číslo
{\displaystyle {\tilde {x}}=x_{(\lceil {n/2}\rceil )};}
pokud {\displaystyle n} je sudé, pak empirický medián je číslo
{\displaystyle {\tilde {x}}={\frac {x_{n/2}+x_{n/2+1}}{2}}}

## Asymptotické vlastnosti
Protože poměr (n + 1)/n se pro n jdoucí k nekonečnu blíží k 1, asymptotické vlastnosti z obou výše uvedených definic jsou stejné.
Podle zákona velkých čísel odhad {\displaystyle \scriptstyle {\widehat {F}}_{n}(t)} konverguje k F(t) pro n → ∞ skoro jistě pro každou hodnotu t:
{\displaystyle {\widehat {F}}_{n}(t)\ \xrightarrow {\text{s.j.}} \ F(t);}
Odhad {\displaystyle \scriptstyle {\widehat {F}}_{n}(t)} je tedy konzistentní. Tento výraz vyjadřuje bodovou konvergenci empirické distribuční funkce ke skutečné distribuční funkci. Silnější tvrzení poskytuje Glivenkova–Cantelliho věta, která říká, že konvergence je stejnoměrná přes t:
{\displaystyle \|{\widehat {F}}_{n}-F\|_{\infty }\equiv \sup _{t\in \mathbb {R} }{\big |}{\widehat {F}}_{n}(t)-F(t){\big |}\ \xrightarrow {\text{s.j.}} \ 0.}
Suprémová norma v tomto výrazu se nazývá Kolmogorovova–Smirnovova statistika pro testování, jak dobře empirické rozdělení {\displaystyle \scriptstyle {\widehat {F}}_{n}(t)} vyhovuje předpokládané skutečné distribuční funkci F. Mohou být použity i jiné normy, například L2-norma, která dává Cramérovu–von Misesovu statistiku.
Asymptotická rozdělení lze dále charakterizovat několika různými způsoby:
Centrální limitní věta, říká, že bodově má {\displaystyle \scriptstyle {\widehat {F}}_{n}(t)} asymptoticky normální rozdělení se standardní {\displaystyle {\sqrt {n}}} rychlostí konvergence:
{\displaystyle {\sqrt {n}}{\big (}{\widehat {F}}_{n}(t)-F(t){\big )}\ \ {\xrightarrow {d}}\ \ {\mathcal {N}}{\Big (}0,F(t){\big (}1-F(t){\big )}{\Big )}.}
Tento výsledek rozšiřuje Donskerova věta, která říká, že pokud empirický proces {\displaystyle \scriptstyle {\sqrt {n}}({\widehat {F}}_{n}-F)} považujeme za třídu funkcí indexovaných reálným číslem {\displaystyle \scriptstyle t\in \mathbb {R} }, konverguje v rozdělení ve Skorochodově prostoru {\displaystyle \scriptstyle D\langle -\infty ,+\infty \rangle } ke gaussovskému procesu se střední hodnotou nula {\displaystyle \scriptstyle G_{F}=B\circ F}, kde B je standardní Brownův můstek. Kovarianční struktura tohoto gaussovského procesu je
{\displaystyle \operatorname {E} \langle \,G_{F}(t_{1})G_{F}(t_{2})\,\rangle =F(t_{1}\wedge t_{2})-F(t_{1})F(t_{2}).}
Rovnoměrnou konvergenci v Donskerově větě lze kvantifikovat výsledkem známým jako maďarské vnoření:
{\displaystyle \limsup _{n\to \infty }{\frac {\sqrt {n}}{\ln ^{2}n}}{\big \|}{\sqrt {n}}({\widehat {F}}_{n}-F)-G_{F,n}{\big \|}_{\infty }<\infty ,\quad {\text{s.j.}}}
Rychlost konvergence výrazu {\displaystyle \scriptstyle {\sqrt {n}}({\widehat {F}}_{n}-F)} lze také kvantifikovat asymptotickým chováním suprémové normy tohoto výrazu. V této oblasti existují další výsledky, například Dvoretzkého–Kieferova–Wolfowitzova nerovnost poskytuje meze tail probabilities of {\displaystyle \scriptstyle {\sqrt {n}}\|{\widehat {F}}_{n}-F\|_{\infty }}:
{\displaystyle \Pr \!{\Big (}{\sqrt {n}}\|{\widehat {F}}_{n}-F\|_{\infty }>z{\Big )}\leq 2e^{-2z^{2}}.}
Kolmogorov ukázal, že pokud je distribuční funkce F spojitá, pak výraz {\displaystyle \scriptstyle {\sqrt {n}}\|{\widehat {F}}_{n}-F\|_{\infty }} konverguje v rozdělení k {\displaystyle \scriptstyle \|B\|_{\infty }}, který má Kolmogorovovo–Smirnovovo rozdělení, které nezávisí na tvaru funkce F.
Ze zákona opakovaného logaritmu plyne další výsledek
{\displaystyle \limsup _{n\to \infty }{\frac {{\sqrt {n}}\|{\widehat {F}}_{n}-F\|_{\infty }}{\sqrt {2\ln \ln n}}}\leq {\frac {1}{2}},\quad {\text{s.j.}}}
a
{\displaystyle \liminf _{n\to \infty }{\sqrt {2n\ln \ln n}}\|{\widehat {F}}_{n}-F\|_{\infty }={\frac {\pi }{2}},\quad {\text{s.j.}}}

## Intervaly spolehlivosti

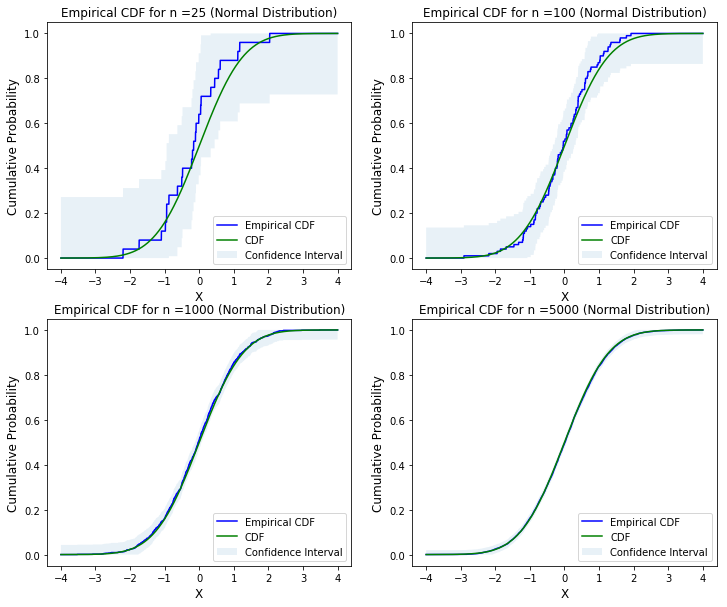
Empirická distribuční funkce, distribuční funkce a intervaly spolehlivosti grafická znázornění pro různé velikosti vzorku normálního rozdělení

Podle Dvoretzkého–Kieferovy–Wolfowitzovy nerovnosti lze interval, který obsahuje skutečnou distribuční funkci {\displaystyle F(x)} s pravděpodobností {\displaystyle 1-\alpha }, zapsat
{\displaystyle F_{n}(x)-\varepsilon \leq F(x)\leq F_{n}(x)+\varepsilon \;{\text{ kde }}\varepsilon ={\sqrt {\frac {\ln {\frac {2}{\alpha }}}{2n}}}.}

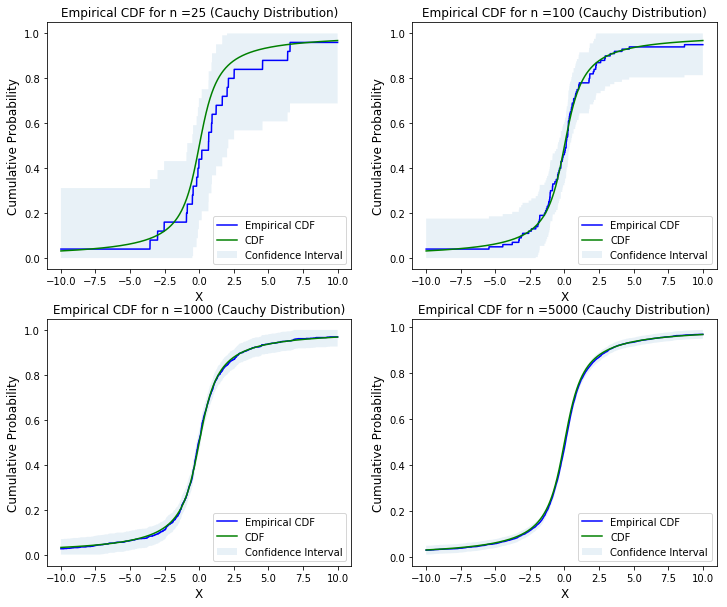
Grafické znázornění empirické distribuční funkce, distribuční funkce a intervalu spolehlivosti pro různé velikosti vzorku Cauchyho rozdělení

Podle výše uvedených mezí můžeme graficky znázornit empirickou distribuční funkci, distribuční funkci a intervaly spolehlivosti pro různé distribuce pomocí libovolné statistické implementace. Následuje syntax z Statsmodel[nedostupný zdroj] pro grafické znázornění empirického rozdělení.

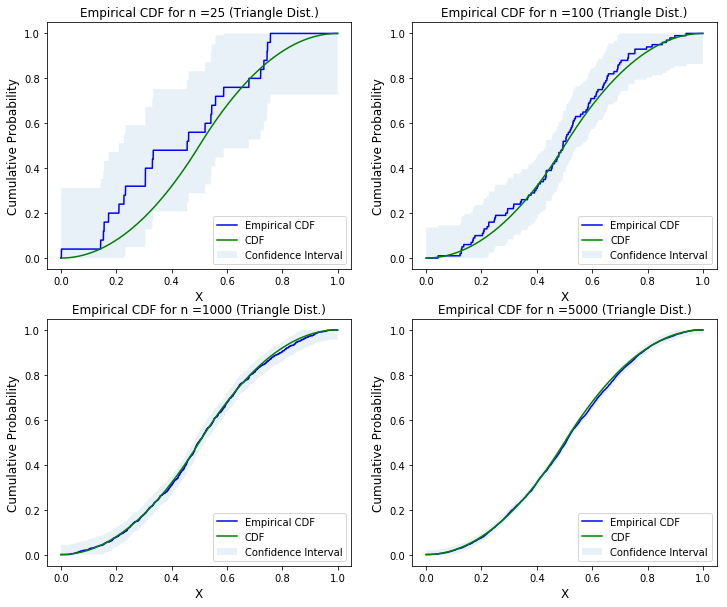
Grafické znázornění empirické distribuční funkce, distribuční funkce a intervalu spolehlivosti pro vzorky různé velikosti trojúhelníkového rozdělení

## Statistické implementace
K softwarovým implementacím empirické distribuční funkce patří:
- V programovacím jazyce R lze počítat empirické distribuční funkce, k dispozici je několik metod pro grafické znázornění a tisk a výpočty empirických distribučních funkcí.
- V Mathworks lze použít vykreslení grafu empirické distribuční funkce (cdf)
- jmp ze SAS obsahuje CDF plot, který vytváří graf empirické distribuční funkce
- Minitab, vytváří empirické distribuční funkce
- Mathwave Archivováno 29. 7. 2020 na Wayback Machine. umožňuje napasovat rozdělení pravděpodobnosti na data
- Dataplot, umožňuje vykreslit graf empirické distribuční funkce
- Scipy Archivováno 24. 10. 2021 na Wayback Machine., pomocí scipy.stats umožňuje vykreslit graf rozdělení
- Statsmodels, umožňuje použití statsmodels.distributions.empirical_distribution.ECDF
- Matplotlib, umožňuje použití histogramů pro vytvoření grafu kumulativního rozdělení
- Seaborn obsahuje funkci seaborn.ecdfplot
- Plotly, lze použít funkci plotly.express.ecdf
- Excel umožňuje vykreslit graf empirické distribuční funkce